# Interpretativní sociologie
Interpretativní sociologie je jedním ze základních paradigmat sociologického myšlení. Sociologické myšlení lze rozdělit do tří směrů: konsensuální, konfliktní a interpretativní, přičemž interpretativní paradigma se zabývá každodenním životem jedinců, kteří svým jednáním vytvářejí společnost; jedná se tedy o nestálý lidský produkt. Pokud se změní lidské jednání, změní se i typ a chod společnosti.
Interpretativní sociologie není jednotnou školou, zahrnuje pod sebe především symbolický interakcionismus a fenomenologickou sociologii.

## Symbolický interakcionismus
Symbolický interakcionismus vychází z předpokladu, že každý člověk interpretuje věci (svět, ale i sebe) jiným způsobem, tedy přisuzuje jim jiné významy. Interpretaci nám umožňuje symbolické myšlení, díky kterému nejsme odkázáni pouze na smyslové vjemy, a pomocí vzájemné interakce dochází k výměně symbolů.
Sociologové se zaměřením na symbolický interakcionismus se zabývají interakcí v každodenním životě. Termín se poprvé objevil v roce 1937 a jeho autorem je americký sociolog Herbert Blumer, ovšem za zakladatele symbolického interakcionismu je považovám předchůdce George Herbert Mead.

### George Herbert Mead
Mead vycházel při formulaci svých teorií o povaze člověka, procesu socializace a úloze symbolů v komunikaci z bezprostředního chování dětí při jejich hrách. Na základě toho byl poté schopen postavit většinu své práce na zkoumání sociálního pojmu Já (self) a jeho formování v procesu socializace pomocí interakce (výměny symbolů). Pro socializaci je ztěžejní pochopení druhého. Mead dochází k závěru, že člověk je poté schopen sebereflexe.
Své myšlenky popsal v knize Mind, Self and Society (1934).

### Herbert Blumer
Blumer je představitelem chicagské školy. Podle něj je subjekt (člověk) symbolickým interakcionismem pojímán jako aktivní činitel, který v procesu interpretace, vytváří sociální realitu. Každý člověk má svou minulost (zkušenosti), která způsobuje, že existují určité společné obsahy interpretace (významy) a společně definované situace.
Jednání individua
Blumer zastával tezi, že užití významu v jednání osoby zahrnuje interpretaci, která se skládá ze dvou kroků:
1. Aktér pro sebe označuje věci, k nimž se chová, a zdůrazňuje sobě věci, které mají význam. Označování pro sebe je internalizovaným sociálním procesem, ve kterém aktér komunikuje sám se sebou.
2. Člověk zachází s významy. Aktér selektuje, kontroluje, odmítá, přeskupuje a transformuje významy ve světle situace, ve které je umístěn, a ve světle směru svého jednání. Interpretace není mechanickou aplikací ustanovených významů, ale je formativním procesem, ve kterém jsou významy užívány a revidovány jako nástroje pro vedení a formování jednání. Významy hrají svou roli v jednání prostřednictvím procesu interakce se sebou, tj. „vnitřní interakce“.

Sociální jednání
Blumer se zabýval především vysvětlením společné činnosti. Podle něj může kolektivní forma činnosti vzniknout pouze tak, že jednotlivci navzájem přizpůsobí své jednání tak, aby linie jednání všech aktérů do sebe zapadaly. K tomu může dojít pouze za předpokladu, že současně probíhá proces interpretování a definování, což znamená, že každý partner v interakci musí přidělit význam věcem, které v interakci hrají roli. Jedinec musí objekty identifikovat a přidělit jim význam (interpretovat je), to dělá nejprve sám pro sebe, ale následně tyto významy musí ukázat také druhému v interakci a ten dělá totéž vůči němu. Tímto způsobem se pomocí interpretace v interakci vynořuje definice situace. Pokud je společná činnost procesem, lze ji chápat jako činnost otevřenou - tj. každá činnost může být znovu reinterpretovaná a redefinovaná.

## Fenomenologická sociologie
Fenomenologická sociologie se zabývá světem každodennosti, jeho strukturou, a zdali je tento svět takovým, za jaký ho považujeme. Dále se zajímá o vznik tohoto světa a jeho představou v myslích lidí. Svět se jedincům jeví jako předem daný, a proto jsou překvapeni, když nastane situace, která se vymyká běžnému řádu. Během socializace si člověk vytváří „recepty“, podle kterých se v životě chová.
Zakladatelem fenomenologické sociologie je rakouský teoretik Alfred Schütz. Jeho práce Der Sinhafte Aufbau der sozialen Welt je proslulá kritikou Webera a jeho teorií sociálního jednání.